# Боркі (Ленчицький повіт)
Боркі (пол. Borki) — село в Польщі, у гміні Ленчиця Ленчицького повіту Лодзинського воєводства.
Населення — 429 осіб (2011).
У 1975—1998 роках село належало до Плоцького воєводства.

## Демографія
Демографічна структура станом на 31 березня 2011 року:
|          | Загалом | Допрацездатний вік | Працездатний вік | Постпрацездатний вік |
| -------- | ------- | ------------------ | ---------------- | -------------------- |
| Чоловіки | 216     | 53                 | 149              | 14                   |
| Жінки    | 213     | 42                 | 129              | 42                   |
| Разом    | 429     | 95                 | 278              | 56                   |